# Stefan Adamsson
Stefan Adamsson, né le 3 janvier 1978 à Skövde, est un ancien coureur cycliste suédois.

## Palmarès
- 1997
  - Östgötaloppet
- 1999
  - 2e étape du Tour de Serbie
- 2000
  -  Champion de Suède sur route
  -  Champion de Suède sur route par équipes (avec Jonas Ljungblad)
  -  Champion de Suède du contre-la-montre par équipes (avec Tobias Lergard)
  - Skandisloppet
  - Skandis GP
  - Västboloppet
  -  Médaillé d'argent au championnat d'Europe sur route espoirs
  - 2e de Paris-Tours espoirs
  - 9e du championnat du monde sur route espoirs
- 2002
  -  Champion de Suède sur route
  -  Champion de Suède de relais (avec Kristoffer Ingeby et Martin Söderberg)
- 2004
  - 2e de la Gullegem Koerse
- 2005
  - 3e du championnat de Suède du contre-la-montre
  - 3e du championnat de Suède sur route
- 2006
  - 2e de l'International Cycling Classic